# I liga argentyńska w piłce nożnej (1935)
Mistrzem Argentyny w roku 1935 został klub Boca Juniors, natomiast tytuł wicemistrza Argentyny zdobył klub Independiente.
Z ligi nikt nie spadł ani nikt nie awansował.

## Primera División

### Kolejka 1
| Data          | Mecz |
| ------------- | --- |
| 17 marca 1935 | CA Platense – River Plate 1:2 Pascual Molina – José M. Moreno, Bernabé Ferreyra                                                                    |
| 17 marca 1935 | CA Tigre – Argentinos Juniors 1:2 Adolfo Juárez – Juan A. Devizia, Julio Rivero mecz rozegrany został na stadionie klubu River Plate               |
| 17 marca 1935 | Boca Juniors – CA Vélez Sarsfield 2:1 Roberto Cherro, Delfín Benítez Cáceres – Agustín Cosso                                                       |
| 17 marca 1935 | Talleres Remedios de Escalada – San Lorenzo de Almagro 3:5 Eduardo Davico, Luis A. Galli (2) – Waldemar do Brito (3), Arturo Arrieta, Diego García |
| 17 marca 1935 | Independiente – Gimnasia y Esgrima La Plata 2:1 Juan M. Ferrou, Eduardo Pereyra – Juan Echevarrieta                                                |
| 17 marca 1935 | CA Huracán – Club Atlético Lanús 6:0 Marcelo Spíndola, Marcelo Lamas (4), Ricardo Gil                                                              |
| 17 marca 1935 | Chacarita Juniors – Atlanta Buenos Aires 3:0 Héctor Roselló, Ricardo Barraza, Absalón Sosa                                                         |
| 17 marca 1935 | Ferro Carril Oeste – Quilmes Athletic Buenos Aires 1:1 Nicolás Infante – Pedro Edward                                                              |
| 17 marca 1935 | Estudiantes La Plata – Racing Club de Avellaneda 3:2 Miguel A. Lauri (2), Alberto Zozaya – Ángel Chazarreta (2)                                    |

### Kolejka 2
| Data          | Mecz |
| ------------- | --- |
| 24 marca 1935 | Racing Club de Avellaneda – Ferro Carril Oeste 1:3 Benjamín Laterza k – Rubén Albarracín, Nicolás Infante, Raúl Emeal                 |
| 24 marca 1935 | Gimnasia y Esgrima La Plata – CA Tigre 2:1 Gabino Arregui, Manuel Fidel – Oscar Lasalle                                               |
| 24 marca 1935 | Club Atlético Lanús – Talleres Remedios de Escalada 1:3 José Penner – Luis A. Galli (2), Alfredo González                             |
| 24 marca 1935 | Quilmes Athletic Buenos Aires – CA Huracán 3:3 Juan A. Sofía, Pablo Álvarez (2) – Herminio Masantonio, Alberto Galateo, Jorge Alberti |
| 31 marca 1935 | San Lorenzo de Almagro – Boca Juniors 0:1 Francisco Varallo                                                                           |
| 31 marca 1935 | River Plate – Estudiantes La Plata 0:2 Iván De la Villa, Miguel A. Lauri                                                              |
| 31 marca 1935 | CA Vélez Sarsfield – Independiente 2:2 Salvador Merani, Emilio Reuben – Juan J. Zorrilla, Luis A. Mata                                |
| 31 marca 1935 | Atlanta Buenos Aires – CA Platense 1:3 Cataldo Spitale s – Luis A. Sánchez, Pascual Molina, Tomás Beristain                           |
| 31 marca 1935 | Argentinos Juniors – Chacarita Juniors 2:1 Julio Rivero, Juan A. Devizia – Alfredo Gáspari                                            |

### Kolejka 3
| Data            | Mecz |
| --------------- | --- |
| 7 kwietnia 1935 | San Lorenzo de Almagro – Gimnasia y Esgrima La Plata 2:2 Jacinto Villalba, Petronilo do Brito – Manuel Fidel, Eusebio Locatelli                         |
| 7 kwietnia 1935 | Boca Juniors – Argentinos Juniors 4:0 Roberto Cherro, Francisco Varallo k, Ricardo Zatelli, Vicente Cusatti                                             |
| 7 kwietnia 1935 | Independiente – Atlanta Buenos Aires 7:1 Luis A. Mata (3), Antonio Sastre, Pedro S. Valentini, Eduardo Pereyra (2) – Clotardo Dendi                     |
| 7 kwietnia 1935 | Ferro Carril Oeste – CA Huracán 1:5 Rubén Albarracín – Daniel Bálsamo, Herminio Masantonio (2), Marcelo Spíndola, Alberto Galateo                       |
| 7 kwietnia 1935 | CA Tigre – River Plate 0:3 mecz rozegrany został na stadionie klubu Huracán                                                                             |
| 7 kwietnia 1935 | Talleres Remedios de Escalada – CA Vélez Sarsfield 2:1 Luis A. Galli, Eduardo Davico – Emilio Reuben                                                    |
| 7 kwietnia 1935 | CA Platense – Quilmes Athletic Buenos Aires 3:0 Luis A. Sánchez, José Pérez, Tomás Beristain                                                            |
| 7 kwietnia 1935 | Estudiantes La Plata – Club Atlético Lanús 9:1 Eduardo Sande (4), Xenofonte Marconi, Alberto Zozaya (2), Iván De la Villa, Roberto Sbarra – José Penner |
| 7 kwietnia 1935 | Chacarita Juniors – Racing Club de Avellaneda 0:0 |

### Kolejka 4
| Data             | Mecz |
| ---------------- | --- |
| 14 kwietnia 1935 | CA Vélez Sarsfield – San Lorenzo de Almagro 3:2 Agustín Cosso, Osvaldo Reta, Victorio Spinetto – Diego García, Luis Rojas                 |
| 14 kwietnia 1935 | Gimnasia y Esgrima La Plata – Boca Juniors 1:0 Gabino Arregui                                                                             |
| 14 kwietnia 1935 | Racing Club de Avellaneda – CA Platense 2:0 Ángel Chazarreta (2) mecz rozegrany został na stadionie klubu Independiente                   |
| 14 kwietnia 1935 | Quilmes Athletic Buenos Aires – Estudiantes La Plata 1:1 Juan A. Sofía – Alberto Zozaya                                                   |
| 14 kwietnia 1935 | Club Atlético Lanús – Ferro Carril Oeste 0:1 Dante Boero                                                                                  |
| 14 kwietnia 1935 | Atlanta Buenos Aires – CA Tigre 3:2 A. Montero, Clotardo Dendi (2) – Adolfo Juárez, Alberto López Bravo                                   |
| 14 kwietnia 1935 | River Plate – Chacarita Juniors 4:2 Pedro Lago, Bernabé Ferreyra (3) – Absalón Sosa (2) mecz rozegrany został na stadionie klubu Platense |
| 14 kwietnia 1935 | CA Huracán – Talleres Remedios de Escalada 1:1 Herminio Masantonio – José Torrosi                                                         |
| 14 kwietnia 1935 | Argentinos Juniors – Independiente 2:3 Julio Rivero, Natalio Salvatori – Juan J. Zorrilla, Juan C. Corazzo, Eduardo Pereyra               |

### Kolejka 5
| Data             | Mecz |
| ---------------- | --- |
| 21 kwietnia 1935 | Boca Juniors – River Plate 1:0 Roberto Cherro |
| 21 kwietnia 1935 | Independiente – Racing Club de Avellaneda 2:0 Antonio Sastre, Luis A. Mata                                                                             |
| 21 kwietnia 1935 | San Lorenzo de Almagro – Atlanta Buenos Aires 5:0 Luis Rojas (4), Petronilo do Brito                                                                   |
| 21 kwietnia 1935 | CA Platense – CA Huracán 1:0 Antonio Campilongo |
| 21 kwietnia 1935 | CA Vélez Sarsfield – Argentinos Juniors 3:1 Juan L. Sanz, Agustín Cosso (2) – Juan A. Devizia                                                          |
| 21 kwietnia 1935 | Estudiantes La Plata – Ferro Carril Oeste 5:0 Roberto Sbarra, Alberto Zozaya (3), Xenofonte Marconi                                                    |
| 21 kwietnia 1935 | Talleres Remedios de Escalada – Gimnasia y Esgrima La Plata 1:0 Eduardo Davico                                                                         |
| 21 kwietnia 1935 | CA Tigre – Quilmes Athletic Buenos Aires 1:2 Alberto Castillo – Martín Flor, Pablo Álvarez mecz rozegrany został na stadionie klubu Argentinos Juniors |
| 21 kwietnia 1935 | Chacarita Juniors – Club Atlético Lanús 0:1 Daniel Pícaro                                                                                              |

### Kolejka 6
| Data             | Mecz |
| ---------------- | --- |
| 28 kwietnia 1935 | Racing Club de Avellaneda – CA Tigre 1:1 Enrique Guerrero – Adolfo Juárez mecz rozegrany został na stadionie klubu Independiente                                                      |
| 28 kwietnia 1935 | Atlanta Buenos Aires – Boca Juniors 0:2 Delfín Benítez Cáceres, Héctor Sosa s |
| 28 kwietnia 1935 | Argentinos Juniors – San Lorenzo de Almagro 1:0 Natalio Salvatori |
| 28 kwietnia 1935 | Club Atlético Lanús – CA Platense 2:1 Ismael Martínez (2) – Raúl Mezzadra |
| 28 kwietnia 1935 | CA Huracán – Estudiantes La Plata 1:1 Marcelo Spíndola – Alberto Zozaya |
| 28 kwietnia 1935 | Quilmes Athletic Buenos Aires – Chacarita Juniors 2:1 Martín Flor, José Ibáñez – Alfredo Gáspari                                                                                      |
| 28 kwietnia 1935 | Gimnasia y Esgrima La Plata – CA Vélez Sarsfield 2:2 Alberto Palomino (2) – Osvaldo Reta, Manuel De Saá                                                                               |
| 28 kwietnia 1935 | Ferro Carril Oeste – Talleres Remedios de Escalada 1:0 Ricardo Picallo |
| 28 kwietnia 1935 | River Plate – Independiente 4:3 Carlos Peucelle, Bernabé Ferreyra (3) – Eduardo Pereyra, Antonio Sastre, Luis A. Mata mecz rozegrany został na stadionie klubu San Lorenzo de Almagro |

### Kolejka 7
| Data        | Mecz |
| ----------- | --- |
| 5 maja 1935 | Independiente – Club Atlético Lanús 5:1 Luis A. Mata (2), Eduardo Pereyra (2), Juan J. Zorrilla – Miguel Simiel                                          |
| 5 maja 1935 | CA Tigre – CA Huracán 0:1 Marcelo Spíndola mecz rozegrany został na stadionie klubu River Plate                                                          |
| 5 maja 1935 | Talleres Remedios de Escalada – Argentinos Juniors 3:0 Carlos Wilson k, Eduardo Davico, Mario Bonfiglioli                                                |
| 5 maja 1935 | Chacarita Juniors – Ferro Carril Oeste 1:2 Raúl Benavento – Ramón Villagra, Oscar Barralía                                                               |
| 5 maja 1935 | CA Platense – Estudiantes La Plata 2:1 Antonio Campilongo, Raúl Mezzadra – Daniel Sabio                                                                  |
| 5 maja 1935 | Boca Juniors – Quilmes Athletic Buenos Aires 5:1 Francisco Varallo (3, 1k), Roberto Cherro, Delfín Benítez Cáceres – Vallejos                            |
| 5 maja 1935 | Gimnasia y Esgrima La Plata – Atlanta Buenos Aires 5:2 Manuel Fidel, Alberto Palomino (2), Juan Echevarrieta (2) – ?, Humberto Recanatini s              |
| 5 maja 1935 | San Lorenzo de Almagro – Racing Club de Avellaneda 5:2 Ricardo Alarcón, Luis Rojas, Diego García (2), Rubén Cavadini – Vicente Zito, Vicente Del Giúdice |
| 5 maja 1935 | CA Vélez Sarsfield – River Plate 4:3 Agustín Cosso (4) – Bernabé Ferreyra (2, 1k), José M. Minella                                                       |

### Kolejka 8
| Data         | Mecz |
| ------------ | --- |
| 12 maja 1935 | River Plate – San Lorenzo de Almagro 1:2 Pedro Lago – Jacinto Villalba, Diego García |
| 12 maja 1935 | Atlanta Buenos Aires – CA Vélez Sarsfield 1:1 Pedro Stochetti – Héctor Sosa s |
| 12 maja 1935 | Quilmes Athletic Buenos Aires – Independiente 0:1 Luis A. Mata |
| 12 maja 1935 | CA Huracán – Chacarita Juniors 2:1 Marcelo Lamas (2) – Héctor Roselló |
| 12 maja 1935 | Argentinos Juniors – Gimnasia y Esgrima La Plata 2:2 Juan A. Devizia (2) – Eusebio Locatelli, Manuel Fidel |
| 12 maja 1935 | Racing Club de Avellaneda – Boca Juniors 2:4 Víctor Valussi s, Vicente Zito – Delfín Benítez Cáceres, Vicente Cusatti, Roberto Cherro, Francisco Varallo mecz rozegrany został na stadionie klubu Independiente |
| 12 maja 1935 | Ferro Carril Oeste – CA Platense 1:3 Ramón Villagra – Tomás Beristain, José Pérez, Raúl Mezzadra |
| 12 maja 1935 | Club Atlético Lanús – CA Tigre 3:2 Silvestre Pisa (2), Pedro Pompey – Ricardo Colombo, Alberto López Bravo |
| 12 maja 1935 | Estudiantes La Plata – Talleres Remedios de Escalada 5:1 Alberto Zozaya (3), Miguel A. Lauri (2) – Eduardo Davico                                                                                               |

### Kolejka 9
| Data         | Mecz |
| ------------ | --- |
| 19 maja 1935 | Boca Juniors – CA Huracán 3:0 Delfín Benítez Cáceres, Francisco Varallo (2)                                                                      |
| 19 maja 1935 | Chacarita Juniors – CA Platense 1:1 Héctor Roselló – Salvador Zeballos s                                                                         |
| 19 maja 1935 | CA Tigre – Estudiantes La Plata 1:2 Eibar Ríos – Oscar Tellechea, Alberto Zozaya mecz rozegrany został na stadionie klubu River Plate            |
| 19 maja 1935 | Talleres Remedios de Escalada – Atlanta Buenos Aires 3:0 Carlos Wilson, Amílcar Manoni, Eduardo Davico                                           |
| 19 maja 1935 | Independiente – Ferro Carril Oeste 5:1 Antonio Sastre, Luis A. Mata (3), Juan J. Zorrilla – Oscar Barralía                                       |
| 19 maja 1935 | Argentinos Juniors – River Plate 1:5 José De Luca – Carlos B. Moyano (2), Bernabé Ferreyra (3)                                                   |
| 19 maja 1935 | Gimnasia y Esgrima La Plata – Racing Club de Avellaneda 2:3 Alberto Palomino, Manuel Fidel – Vicente Zito, Evaristo Barrera, Vicente Del Giúdice |
| 19 maja 1935 | CA Vélez Sarsfield – Quilmes Athletic Buenos Aires 4:1 José M. Noguera, Emilio Reuben, Iván Mayo (2) – Pedro Edward                              |
| 19 maja 1935 | San Lorenzo de Almagro – Club Atlético Lanús 3:2 Gabriel Magán (2), Rubén Cavadini – Ángel Alfonso (2)                                           |

### Kolejka 10
| Data         | Mecz |
| ------------ | --- |
| 26 maja 1935 | River Plate – Gimnasia y Esgrima La Plata 3:0 Pedro Lago, Carlos Peucelle, Carlos B. Moyano                                          |
| 26 maja 1935 | Club Atlético Lanús – Boca Juniors 1:3 Daniel Pícaro – Francisco Providente (3)                                                      |
| 26 maja 1935 | Quilmes Athletic Buenos Aires – San Lorenzo de Almagro 0:2 Rubén Cavadini, Arturo Naón                                               |
| 26 maja 1935 | CA Huracán – Independiente 0:2 Eduardo Pereyra, Pedro S. Valentini                                                                   |
| 26 maja 1935 | Estudiantes La Plata – Chacarita Juniors 2:1 Alberto Zozaya (2) – Alfredo Gáspari                                                    |
| 26 maja 1935 | Atlanta Buenos Aires – Argentinos Juniors 4:3 Oscar Irazoqui (2), Roberto Martino (2) – José De Luca, Julio Bottini, Juan A. Devizia |
| 26 maja 1935 | CA Platense – Talleres Remedios de Escalada 3:0 Luis A. Sánchez (2), Pascual Molina                                                  |
| 26 maja 1935 | Racing Club de Avellaneda – CA Vélez Sarsfield 2:2 Vicente Del Giúdice, Evaristo Barrera – José M. Noguera, Victorio Spinetto        |
| 26 maja 1935 | Ferro Carril Oeste – CA Tigre 4:0 Nicolás Infante, Oscar Barralía, Raúl Emeal, Bernardo Gandulla                                     |

### Kolejka 11
| Data           | Mecz |
| -------------- | --- |
| 30 maja 1935   | Boca Juniors – Estudiantes La Plata 3:0 Francisco Providente (2), Roberto Cherro                                                        |
| 30 maja 1935   | Argentinos Juniors – Quilmes Athletic Buenos Aires 3:0 Julio Rivero, José De Luca (2) mecz rozegrany został na stadionie klubu Platense |
| 2 czerwca 1935 | San Lorenzo de Almagro – Ferro Carril Oeste 0:2 Bernardo Gandulla (2)                                                                   |
| 2 czerwca 1935 | Atlanta Buenos Aires – Racing Club de Avellaneda 1:2 Oscar Irazoqui – Vicente Del Giúdice, Francisco Baños                              |
| 2 czerwca 1935 | CA Vélez Sarsfield – CA Huracán 1:1 Juan Presacco – Marcelo Lamas                                                                       |
| 2 czerwca 1935 | Independiente – CA Platense 1:1 Arsenio Erico – Tomás Beristain                                                                         |
| 2 czerwca 1935 | Gimnasia y Esgrima La Plata – Club Atlético Lanús 2:2 Roberto Jorge, Ángel Miguens – Ángel Alfonso, Ismael Martínez                     |
| 2 czerwca 1935 | CA Tigre – Chacarita Juniors 1:3 mecz rozegrany został na stadionie klubu River Plate                                                   |
| 2 czerwca 1935 | Talleres Remedios de Escalada – River Plate 1:4 Eduardo Davico – Bernabé Ferreyra (3), Aristóbulo Deambrosi                             |

### Kolejka 12
| Data           | Mecz |
| -------------- | --- |
| 9 czerwca 1935 | Racing Club de Avellaneda – Argentinos Juniors 5:1 Vicente Del Giúdice (2), Vicente Zito (2), Roberto Bugueyro – Natalio Salvatori                              |
| 9 czerwca 1935 | Estudiantes La Plata – Independiente 1:2 Iván De la Villa – Juan J. Zorrilla, Eduardo Pereyra                                                                   |
| 9 czerwca 1935 | CA Platense – CA Tigre 1:1 Luis A. Sánchez – Adolfo Juárez |
| 9 czerwca 1935 | Chacarita Juniors – Talleres Remedios de Escalada 1:0 Antonio Ruiz Díaz                                                                                         |
| 9 czerwca 1935 | Quilmes Athletic Buenos Aires – Gimnasia y Esgrima La Plata 2:0 Pablo Álvarez (2)                                                                               |
| 9 czerwca 1935 | Club Atlético Lanús – CA Vélez Sarsfield 2:2 Sabino Coletta, Ángel Alfonso – Agustín Cosso (2)                                                                  |
| 9 czerwca 1935 | River Plate – Atlanta Buenos Aires 3:1 Pedro Lago, José M. Minella (2) – Pedro Stochetti                                                                        |
| 9 czerwca 1935 | CA Huracán – San Lorenzo de Almagro 2:1 Alberto Galateo (2) – Luis Rojas                                                                                        |
| 9 czerwca 1935 | Ferro Carril Oeste – Boca Juniors 4:4 Ramón Villagra, Bernardo Gandulla, Nicolás Infante, Miguel A. Garavano – Delfín Benítez Cáceres (3), Francisco Providente |

### Kolejka 13
| Data            | Mecz                                                                                                   |
| --------------- | --- |
| 16 czerwca 1935 | Gimnasia y Esgrima La Plata – Ferro Carril Oeste 2:0 Eusebio Locatelli, Isidoro Orleans                |
| 16 czerwca 1935 | Independiente – CA Tigre 0:0                                                                           |
| 16 czerwca 1935 | Talleres Remedios de Escalada – Racing Club de Avellaneda 1:0 Carlos Wilson                            |
| 16 czerwca 1935 | CA Vélez Sarsfield – Estudiantes La Plata 2:1 José M. Noguera, Agustín Cosso – Alberto Zozaya          |
| 16 czerwca 1935 | San Lorenzo de Almagro – CA Platense 4:1 Ricardo Alarcón (3), Alberto Chividini – Luis A. Sánchez      |
| 16 czerwca 1935 | Argentinos Juniors – CA Huracán 0:2 Marcelo Spíndola, José Sosa                                        |
| 16 czerwca 1935 | Atlanta Buenos Aires – Club Atlético Lanús 2:3 Desiderio Álvarez, Oscar Irazoqui k – Ángel Alfonso (3) |
| 16 czerwca 1935 | River Plate – Quilmes Athletic Buenos Aires 2:0 Carlos B. Moyano, Pedro Lago                           |
| 16 czerwca 1935 | Boca Juniors – Chacarita Juniors 3:0 Francisco Varallo, Aníbal Tenorio, Vicente Cusatti                |

### Kolejka 14
| Data            | Mecz |
| --------------- | --- |
| 23 czerwca 1935 | CA Platense – Boca Juniors 0:2 Francisco Varallo (2, 1k) |
| 23 czerwca 1935 | Racing Club de Avellaneda – River Plate 1:1 Evaristo Barrera – Carlos Peucelle |
| 23 czerwca 1935 | Quilmes Athletic Buenos Aires – Atlanta Buenos Aires 0:2 Roberto Martino, Oscar Irazoqui                                                                                             |
| 23 czerwca 1935 | CA Tigre – Talleres Remedios de Escalada 2:2 Emilio Blanco (2) – Eduardo Davico, Alfredo González mecz rozegrany został na stadionie klubu Argentinos Juniors                        |
| 23 czerwca 1935 | Ferro Carril Oeste – CA Vélez Sarsfield 3:1 Bernardo Gandulla (3) – Agustín Cosso |
| 23 czerwca 1935 | Chacarita Juniors – Independiente 1:4 Alfredo Gáspari – Arsenio Erico (3), Raimundo Orsi                                                                                             |
| 23 czerwca 1935 | Club Atlético Lanús – Argentinos Juniors 3:2 Ángel Alfonso, Daniel Pícaro (2) – Julio Bottini, Domingo Gamba                                                                         |
| 23 czerwca 1935 | CA Huracán – Gimnasia y Esgrima La Plata 4:0 Marcelo Lamas (2), Alberto Galateo k, Juan A. Rivarola                                                                                  |
| 23 czerwca 1935 | Estudiantes La Plata – San Lorenzo de Almagro 4:4 Xenofonte Marconi, Alberto Zozaya, Eduardo Sande, Miguel A. Lauri – Ricardo Alarcón, Arturo Arrieta, Marcos Encina, Genaro Canteli |

### Kolejka 15
| Data            | Mecz |
| --------------- | --- |
| 30 czerwca 1935 | Boca Juniors – Independiente 1:2 Vicente Cusatti – Luis A. Mata, Raimundo Orsi                                      |
| 30 czerwca 1935 | Racing Club de Avellaneda – Club Atlético Lanús 2:0 Paulino López, Benjamín Laterza                                 |
| 30 czerwca 1935 | Argentinos Juniors – Estudiantes La Plata 0:0                                                                       |
| 30 czerwca 1935 | Talleres Remedios de Escalada – Quilmes Athletic Buenos Aires 1:1 Alfredo González – Pedro Edward                   |
| 30 czerwca 1935 | Gimnasia y Esgrima La Plata – CA Platense 2:0 Antonio Blanco s, Isidoro Orleans                                     |
| 30 czerwca 1935 | River Plate – CA Huracán 2:2 Bernabé Ferreyra, Pedro Lago – Juan A. Rivarola (2)                                    |
| 30 czerwca 1935 | Atlanta Buenos Aires – Ferro Carril Oeste 3:1 Oscar Irazoqui k, Roberto Martino, Alejandro Cabrera – Ramón Villagra |
| 30 czerwca 1935 | San Lorenzo de Almagro – CA Tigre 2:1 Rubén Cavadini, Ricardo Alarcón – Alberto López Bravo                         |
| 30 czerwca 1935 | CA Vélez Sarsfield – Chacarita Juniors 2:1 Iván Mayo, José M. Noguera – Raúl Benavento                              |

### Kolejka 16
| Data          | Mecz |
| ------------- | --- |
| 21 lipca 1935 | Independiente – Talleres Remedios de Escalada 1:1 Juan J. Zorrilla k – Eduardo Davico                                              |
| 21 lipca 1935 | CA Tigre – Boca Juniors 1:2 Adolfo Juárez – Delfín Benítez Cáceres (2) mecz rozegrany został na stadionie klubu Argentinos Juniors |
| 21 lipca 1935 | Chacarita Juniors – San Lorenzo de Almagro 3:0 Raúl Benavento, Ángel Chazarreta, Agustín Cascio                                    |
| 21 lipca 1935 | CA Platense – CA Vélez Sarsfield 2:1 Pascual Molina, Gregorio Esperón k – Agustín Cosso                                            |
| 21 lipca 1935 | Estudiantes La Plata – Gimnasia y Esgrima La Plata 2:1 Héctor Blotto, Oscar Tellechea – Juan Echevarrieta                          |
| 21 lipca 1935 | Ferro Carril Oeste – Argentinos Juniors 4:0 Bernardo Gandulla, Raúl Emeal, Oscar Barralía, Nicolás Infante                         |
| 21 lipca 1935 | CA Huracán – Atlanta Buenos Aires 1:0 Juan A. Rivarola                                                                             |
| 21 lipca 1935 | Club Atlético Lanús – River Plate 0:2 Bernabé Ferreyra, Aristóbulo Deambrosi                                                       |
| 21 lipca 1935 | Quilmes Athletic Buenos Aires – Racing Club de Avellaneda 3:1 Pedro Edward (2), Vallejos – Vicente Del Giúdice                     |

### Kolejka 17
| Data          | Mecz |
| ------------- | --- |
| 28 lipca 1935 | Atlanta Buenos Aires – Estudiantes La Plata 1:1 Oscar Irazoqui k – Miguel A. Lauri                                                       |
| 28 lipca 1935 | River Plate – Ferro Carril Oeste 1:1 Bernabé Ferreyra – Raúl Emeal                                                                       |
| 28 lipca 1935 | Racing Club de Avellaneda – CA Huracán 2:0 Enrique Guerrero (2)                                                                          |
| 28 lipca 1935 | Argentinos Juniors – CA Platense 2:0 José Penner, Julio Bottini                                                                          |
| 28 lipca 1935 | Quilmes Athletic Buenos Aires – Club Atlético Lanús 2:0 Ricardo Luz (2)                                                                  |
| 28 lipca 1935 | Gimnasia y Esgrima La Plata – Chacarita Juniors 3:2 Juan Echevarrieta, Ángel Miguens, Alfredo Ibarra – Ángel Chazarreta, Ricardo Barraza |
| 28 lipca 1935 | CA Vélez Sarsfield – CA Tigre 3:1 Iván Mayo, Agustín Cosso, Pedro S. Valentini – Alberto Castillo                                        |
| 28 lipca 1935 | Talleres Remedios de Escalada – Boca Juniors 2:2 Hugo Lamanna (2) – Delfín Benítez Cáceres, Tomás Garibaldi                              |
| 28 lipca 1935 | San Lorenzo de Almagro – Independiente 4:0 Genaro Canteli, Ricardo Alarcón, Arturo Arrieta, Diego García                                 |

### Kolejka 18
| Data            | Mecz |
| --------------- | --- |
| 4 sierpnia 1935 | CA Vélez Sarsfield – Boca Juniors 3:0 Emilio Reuben, Agustín Cosso, Pedro S. Valentini                                            |
| 4 sierpnia 1935 | Gimnasia y Esgrima La Plata – Independiente 0:2 Arsenio Erico (2)                                                                 |
| 4 sierpnia 1935 | Atlanta Buenos Aires – Chacarita Juniors 2:1 Federico Tello, Santiago Altamirano – Agustín Cascio                                 |
| 4 sierpnia 1935 | River Plate – CA Platense 0:2 Domingo Fernández (2)                                                                               |
| 4 sierpnia 1935 | Quilmes Athletic Buenos Aires – Ferro Carril Oeste 0:2 Bernardo Gandulla, Ramón Villagra                                          |
| 4 sierpnia 1935 | Argentinos Juniors – CA Tigre 3:2 Francisco Fandiño, Julio Rivero, Juan Belmonte – Adolfo Juárez (2)                              |
| 4 sierpnia 1935 | San Lorenzo de Almagro – Talleres Remedios de Escalada 4:3 Ricardo Alarcón (3), Genaro Canteli – Eduardo Davico (2), Hugo Lamanna |
| 4 sierpnia 1935 | Racing Club de Avellaneda – Estudiantes La Plata 2:5 Enrique Guerrero (2) – Miguel A. Lauri, Alberto Zozaya (3), Manuel Ferreira  |
| 4 sierpnia 1935 | Club Atlético Lanús – CA Huracán 0:5 Marcelo Spíndola (2), Ricardo Gil, Herminio Masantonio, Marcelo Lamas                        |

### Kolejka 19
| Data             | Mecz |
| ---------------- | --- |
| 11 sierpnia 1935 | CA Huracán – Quilmes Athletic Buenos Aires 2:0 Herminio Masantonio, Emilio Baldonedo                                                             |
| 11 sierpnia 1935 | Ferro Carril Oeste – Racing Club de Avellaneda 0:1 Mario Ricordi                                                                                 |
| 11 sierpnia 1935 | Estudiantes La Plata – River Plate 1:2 Alberto Zozaya – Carlos Peucelle, José M. Moreno                                                          |
| 11 sierpnia 1935 | CA Platense – Atlanta Buenos Aires 1:1 Miguel A. Pantó – José Ibáñez                                                                             |
| 11 sierpnia 1935 | Chacarita Juniors – Argentinos Juniors 1:0 Ángel Chazarreta                                                                                      |
| 11 sierpnia 1935 | CA Tigre – Gimnasia y Esgrima La Plata 2:0 Clemente Villagra, Eibar Ríos mecz rozegrany został na stadionie klubu Argentinos Juniors             |
| 11 sierpnia 1935 | Independiente – CA Vélez Sarsfield 3:1 Luis A. Mata (3) – Agustín Cosso                                                                          |
| 11 sierpnia 1935 | Boca Juniors – San Lorenzo de Almagro 4:3 Delfín Benítez Cáceres, Francisco Varallo (2), Ernesto Lazzatti – Diego García (2), Domingos Da Guía s |
| 11 sierpnia 1935 | Talleres Remedios de Escalada – Club Atlético Lanús 2:2 Hugo Lamanna, Eduardo Davico – Sabino Coletta k, Clotardo Dendi                          |

### Kolejka 20
| Data             | Mecz |
| ---------------- | --- |
| 18 sierpnia 1935 | CA Huracán – Ferro Carril Oeste 2:0 Emilio Baldonedo, Herminio Masantonio                                |
| 18 sierpnia 1935 | Gimnasia y Esgrima La Plata – San Lorenzo de Almagro 0:3 Ricardo Alarcón, Genaro Canteli, Rubén Cavadini |
| 18 sierpnia 1935 | Club Atlético Lanús – Estudiantes La Plata 1:0 Ismael Martínez                                           |
| 18 sierpnia 1935 | River Plate – CA Tigre 2:1 Aarón Wergifker, Pedro Lago – Eibar Ríos                                      |
| 18 sierpnia 1935 | Quilmes Athletic Buenos Aires – CA Platense 0:0 mecz rozegrany został na stadionie klubu Boca Juniors    |
| 18 sierpnia 1935 | Racing Club de Avellaneda – Chacarita Juniors 3:1 Enrique Guerrero (2), Mario Ricordi – José García      |
| 18 sierpnia 1935 | Argentinos Juniors – Boca Juniors 1:3 Juan Belmonte – Francisco Providente (2), Roberto Cherro           |
| 18 sierpnia 1935 | CA Vélez Sarsfield – Talleres Remedios de Escalada 3:1 Agustín Cosso (2), Emilio Reuben – Eduardo Davico |
| 18 sierpnia 1935 | Atlanta Buenos Aires – Independiente 0:3 Antonio Sastre (2), Arsenio Erico                               |

### Kolejka 21
| Data             | Mecz |
| ---------------- | --- |
| 25 sierpnia 1935 | Boca Juniors – Gimnasia y Esgrima La Plata 4:0 Roberto Cherro (2), Delfín Benítez Cáceres, Vicente Cusatti                                  |
| 25 sierpnia 1935 | San Lorenzo de Almagro – CA Vélez Sarsfield 3:0 Ricardo Alarcón, Genaro Canteli (2) mecz rozegrany został na stadionie klubu Huracán        |
| 25 sierpnia 1935 | Chacarita Juniors – River Plate 2:1 Agustín Cascio, Ángel Chazarreta – Pedro Lago                                                           |
| 25 sierpnia 1935 | CA Platense – Racing Club de Avellaneda 0:0 mecz rozegrany został na stadionie klubu River Plate                                            |
| 25 sierpnia 1935 | Ferro Carril Oeste – Club Atlético Lanús 3:0 Pedro Young (3)                                                                                |
| 25 sierpnia 1935 | CA Tigre – Atlanta Buenos Aires 1:2 Adolfo Juárez – Oscar Irazoqui, José Ibáñez mecz rozegrany został na stadionie klubu Argentinos Juniors |
| 25 sierpnia 1935 | Estudiantes La Plata – Quilmes Athletic Buenos Aires 3:0 Agustín Cascio, Ángel Chazarreta – Pedro Lago                                      |
| 25 sierpnia 1935 | Talleres Remedios de Escalada – CA Huracán 3:2 Luis Zubizarreta, Emilio Méndez, Alfredo González – Emilio Baldonedo, Herminio Masantonio k  |
| 25 sierpnia 1935 | Independiente – Argentinos Juniors 6:0 Luis A. Mata (2), Juan J. Zorrilla, Arsenio Erico (2), Antonio Sastre                                |

### Kolejka 22
| Data            | Mecz |
| --------------- | --- |
| 1 września 1935 | River Plate – Boca Juniors 1:1 Luis M. Rongo – Francisco Varallo |
| 1 września 1935 | Gimnasia y Esgrima La Plata – Talleres Remedios de Escalada 2:1 Víctor Lemmi Nello (2) – Alfredo González                                                             |
| 1 września 1935 | CA Huracán – CA Platense 2:0 Herminio Masantonio (2) |
| 1 września 1935 | Racing Club de Avellaneda – Independiente 1:3 Roberto Bugueyro – Arsenio Erico (2), Celestino Martínez                                                                |
| 1 września 1935 | Argentinos Juniors – CA Vélez Sarsfield 1:3 Juan Belmonte – Agustín Cosso (3)                                                                                         |
| 1 września 1935 | Atlanta Buenos Aires – San Lorenzo de Almagro 1:3 Roberto Martino – Diego García (2), Arturo Arrieta mecz rozegrany został na stadionie klubu Chacarita Juniors       |
| 1 września 1935 | Quilmes Athletic Buenos Aires – CA Tigre 0:1 Antonio Alberino mecz rozegrany został na stadionie klubu Platense                                                       |
| 1 września 1935 | Ferro Carril Oeste – Estudiantes La Plata 5:4 Pedro Young (2), Arcadio López, Bernardo Gandulla (2) – Iván De la Villa, Daniel Sabio, Miguel A. Lauri, Alberto Zozaya |
| 1 września 1935 | Club Atlético Lanús – Chacarita Juniors 2:1 Clotardo Dendi, Luis Ravaschino – Ángel Chazarreta                                                                        |

### Kolejka 23
| Data            | Mecz |
| --------------- | --- |
| 8 września 1935 | Independiente – River Plate 1:1 Arsenio Erico – José M. Minella                                                                                              |
| 8 września 1935 | Estudiantes La Plata – CA Huracán 2:0 Daniel Sabio (2) |
| 8 września 1935 | CA Platense – Club Atlético Lanús 2:0 Raúl Mezzadra, Pascual Molina                                                                                          |
| 8 września 1935 | CA Vélez Sarsfield – Gimnasia y Esgrima La Plata 1:0 Agustín Cosso                                                                                           |
| 8 września 1935 | CA Tigre – Racing Club de Avellaneda 2:1 Ramón Villagra (2) – Enrique Guerrero mecz rozegrany został na stadionie klubu Argentinos Juniors                   |
| 8 września 1935 | Talleres Remedios de Escalada – Ferro Carril Oeste 3:4 Carlos Wilson k, Alfredo González, Eduardo Davico – Bernardo Gandulla, Nilo Odriozola (2), Raúl Emeal |
| 8 września 1935 | Chacarita Juniors – Quilmes Athletic Buenos Aires 4:1 Agustín Cascio, Ángel Chazarreta (2), Alfredo Gáspari – Juan A. Sofía                                  |
| 8 września 1935 | San Lorenzo de Almagro – Argentinos Juniors 4:0 Genaro Canteli (3), Ricardo Alarcón                                                                          |
| 8 września 1935 | Boca Juniors – Atlanta Buenos Aires 8:0 Delfín Benítez Cáceres (4), Guido Baztarrica (2), Vicente Cusatti, Roberto Cherro                                    |

### Kolejka 24
| Data             | Mecz |
| ---------------- | --- |
| 15 września 1935 | Racing Club de Avellaneda – San Lorenzo de Almagro 1:3 Roberto Bugueyro – Arturo Arrieta, Diego García, Genaro Canteli                                          |
| 15 września 1935 | River Plate – CA Vélez Sarsfield 0:1 Emilio Reuben |
| 15 września 1935 | Estudiantes La Plata – CA Platense 5:0 Manuel Ferreira (2), Miguel A. Lauri, Daniel Sabio (2)                                                                   |
| 15 września 1935 | Ferro Carril Oeste – Chacarita Juniors 1:2 Pedro Young – Ángel Chazarreta, Agustín Cascio                                                                       |
| 15 września 1935 | Club Atlético Lanús – Independiente 2:1 Ángel Alfonso (2) – Raimundo Orsi mecz rozegrany został na stadionie klubu San Lorenzo de Almagro                       |
| 15 września 1935 | Quilmes Athletic Buenos Aires – Boca Juniors 0:5 Francisco Providente (2), Roberto Cherro, Guido Baztarrica, Tomás Garibaldi                                    |
| 15 września 1935 | Argentinos Juniors – Talleres Remedios de Escalada 4:4 Julio Bottini (2), Juan A. Devizia, Pascual Di Paola – Juan J. Mariani, José Torrosi, Eduardo Davico (2) |
| 15 września 1935 | Atlanta Buenos Aires – Gimnasia y Esgrima La Plata 2:2 Oscar Irazoqui, Roberto Martino – Tomás González, A. Spi                                                 |
| 15 września 1935 | CA Huracán – CA Tigre 3:1 Herminio Masantonio (3) – Adolfo Juárez                                                                                               |

### Kolejka 25
| Data             | Mecz |
| ---------------- | --- |
| 22 września 1935 | Boca Juniors – Racing Club de Avellaneda 3:2 Roberto Cherro, Delfín Benítez Cáceres, Aníbal Tenorio – Vicente Zito, Vicente Del Giúdice |
| 22 września 1935 | San Lorenzo de Almagro – River Plate 3:0 Diego García, Arturo Arrieta, Rubén Cavadini                                                   |
| 22 września 1935 | CA Tigre – Club Atlético Lanús 0:2 Silvestre Pisa, Ángel Alfonso mecz rozegrany został na stadionie klubu Argentinos Juniors            |
| 22 września 1935 | Talleres Remedios de Escalada – Estudiantes La Plata 1:0 Alfredo González mecz rozegrany został na stadionie klubu River Plate          |
| 22 września 1935 | Chacarita Juniors – CA Huracán 0:0 |
| 22 września 1935 | Independiente – Quilmes Athletic Buenos Aires 5:0 Arsenio Erico (4, 1k), Marcelino Funes                                                |
| 22 września 1935 | CA Vélez Sarsfield – Atlanta Buenos Aires 6:0 Oscar De Dovitis (2), Agustín Cosso (2), Emilio Reuben, Pedro S. Valentini                |
| 22 września 1935 | CA Platense – Ferro Carril Oeste 3:4 Raúl Mezzadra (2), José Pérez – Nilo Odriozola (3), Agustín Chapuis                                |
| 22 września 1935 | Gimnasia y Esgrima La Plata – Argentinos Juniors 4:1 Víctor Lemmi Nello, Juan Echevarrieta, Isidoro Orleans, A. Spi – Julio Bottini     |

### Kolejka 26
| Data                | Mecz |
| ------------------- | --- |
| 6 października 1935 | Quilmes Athletic Buenos Aires – CA Vélez Sarsfield 0:2 Agustín Cosso (2)                                                                 |
| 6 października 1935 | CA Huracán – Boca Juniors 0:1 Delfín Benítez Cáceres                                                                                     |
| 6 października 1935 | Ferro Carril Oeste – Independiente 1:1 Nilo Odriozola – Antonio Sastre mecz rozegrany został na stadionie klubu Argentinos Juniors       |
| 6 października 1935 | Club Atlético Lanús – San Lorenzo de Almagro 0:3 Diego García, Alberto Chividini, Genaro Canteli                                         |
| 6 października 1935 | Racing Club de Avellaneda – Gimnasia y Esgrima La Plata 5:1 Evaristo Barrera (4), Vicente Del Giúdice – Carlos Chiclana                  |
| 6 października 1935 | Estudiantes La Plata – CA Tigre 5:1 Agustín Iturría (4), Daniel Sabio – Antonio Alberino                                                 |
| 6 października 1935 | Atlanta Buenos Aires – Talleres Remedios de Escalada 3:2 Carlos Wilson s, Desiderio Álvarez, Pedro Numa – Alfredo González, José Torrosi |
| 6 października 1935 | CA Platense – Chacarita Juniors 1:3 Tomás Beristain k – Agustín Cascio, Ángel Chazarreta, Alfredo Gáspari                                |
| 6 października 1935 | River Plate – Argentinos Juniors 4:1 Carlos Peucelle (2), Bernabé Ferreyra (2) – Julio Bottini                                           |

### Kolejka 27
| Data                | Mecz |
| ------------------- | --- |
| 6 października 1935 | Argentinos Juniors – Atlanta Buenos Aires 0:0 |
| 6 października 1935 | Talleres Remedios de Escalada – CA Platense 3:0 Hugo Lamanna, Eduardo Davico, Avelino García mecz rozegrany został na stadionie klubu River Plate                        |
| 6 października 1935 | CA Vélez Sarsfield – Racing Club de Avellaneda 2:0 Agustín Cosso (2) |
| 6 października 1935 | Independiente – CA Huracán 3:0 Arsenio Erico (3) |
| 6 października 1935 | San Lorenzo de Almagro – Quilmes Athletic Buenos Aires 3:0 Genaro Canteli (3)                                                                                            |
| 6 października 1935 | Boca Juniors – Club Atlético Lanús 3:0 Francisco Varallo, Vicente Cusatti, Aníbal Troncoso                                                                               |
| 6 października 1935 | CA Tigre – Ferro Carril Oeste 1:1 mecz rozegrany został na stadionie klubu Platense                                                                                      |
| 6 października 1935 | Chacarita Juniors – Estudiantes La Plata 1:1 José García – Daniel Sabio                                                                                                  |
| 6 października 1935 | Gimnasia y Esgrima La Plata – River Plate 6:4 Juan Echevarrieta (2), Víctor Lemmi Nello, Luis Vassini s, Manuel Fidel, Ángel Miguens – Luis M. Rongo (3), José M. Moreno |

### Kolejka 28
| Data                 | Mecz |
| -------------------- | --- |
| 20 października 1935 | Ferro Carril Oeste – San Lorenzo de Almagro 0:1 Diego García                                                 |
| 20 października 1935 | Quilmes Athletic Buenos Aires – Argentinos Juniors 0:0                                                       |
| 20 października 1935 | CA Platense – Independiente 0:1 Luis A. Mata                                                                 |
| 20 października 1935 | River Plate – Talleres Remedios de Escalada 2:0 Gregorio Samaniego, Luis M. Rongo                            |
| 20 października 1935 | Racing Club de Avellaneda – Atlanta Buenos Aires 0:1 Oscar Irazoqui                                          |
| 20 października 1935 | Club Atlético Lanús – Gimnasia y Esgrima La Plata 2:0 Ismael Martínez, Ángel Alfonso                         |
| 20 października 1935 | CA Huracán – CA Vélez Sarsfield 2:0 Marcelo Lamas, Ricardo Gil                                               |
| 20 października 1935 | Chacarita Juniors – CA Tigre 1:1 Ángel Chazarreta – Adolfo Juárez                                            |
| 20 października 1935 | Estudiantes La Plata – Boca Juniors 1:5 Daniel Sabio – Francisco Varallo (3), Aníbal Tenorio, Roberto Cherro |

### Kolejka 29
| Data                 | Mecz |
| -------------------- | --- |
| 27 października 1935 | Talleres Remedios de Escalada – Chacarita Juniors 2:2 Hugo Lamanna, Eduardo Davico – Roberto Jorge, Alfredo Gáspari                                 |
| 27 października 1935 | Boca Juniors – Ferro Carril Oeste 2:0 Arcadio López s, Francisco Varallo                                                                            |
| 27 października 1935 | San Lorenzo de Almagro – CA Huracán 3:0 Ismael Arrese k, Rubén Cavadini, Genaro Canteli mecz rozegrany został na stadionie klubu Ferro Carril Oeste |
| 27 października 1935 | CA Vélez Sarsfield – Club Atlético Lanús 1:1 Isidro Sanabria – Silvestre Pisa                                                                       |
| 27 października 1935 | Atlanta Buenos Aires – River Plate 1:2 Pedro Numa – Carlos Peucelle, José M. Moreno                                                                 |
| 27 października 1935 | Argentinos Juniors – Racing Club de Avellaneda 1:2 Natalio Salvatori – Carlos Lorenzo, Vicente Zito                                                 |
| 27 października 1935 | Gimnasia y Esgrima La Plata – Quilmes Athletic Buenos Aires 3:1 Carlos Chiclana (2), Ángel Miguens k – Pedro Edward                                 |
| 27 października 1935 | CA Tigre – CA Platense 1:4 mecz rozegrany został na stadionie klubu River Plate                                                                     |
| 27 października 1935 | Independiente – Estudiantes La Plata 5:2 Marcelino Funes (2), Juan C. Corazzo, Antonio Sastre (2) – Daniel Sabio, Manuel Ferreira                   |

### Kolejka 30
| Data              | Mecz |
| ----------------- | --- |
| 10 listopada 1935 | Quilmes Athletic Buenos Aires – River Plate 0:1 Bernabé Ferreyra |
| 10 listopada 1935 | Racing Club de Avellaneda – Talleres Remedios de Escalada 2:0 Vicente Zito (2)                                                                                               |
| 10 listopada 1935 | Club Atlético Lanús – Atlanta Buenos Aires 8:4 Ángel Alfonso (3), Silvestre Pisa (2), Oscar Paseggi, Daniel Pícaro (2) – Oscar Irazoqui, Pedro Numa, Santiago Altamirano (2) |
| 10 listopada 1935 | Estudiantes La Plata – CA Vélez Sarsfield 1:1 Manuel Ferreira – Iván Mayo |
| 24 listopada 1935 | Chacarita Juniors – Boca Juniors 1:2 Ricardo Barraza – Delfín Benítez Cáceres, Aníbal Tenorio                                                                                |
| 24 listopada 1935 | Ferro Carril Oeste – Gimnasia y Esgrima La Plata 2:1 |
| 24 listopada 1935 | CA Tigre – Independiente 3:9 mecz rozegrany został na stadionie klubu River Plate                                                                                            |
| 24 listopada 1935 | CA Platense – San Lorenzo de Almagro 2:6 Tomás Beristain (2, 1k) – Ricardo Alarcón (2), Diego García, Genaro Canteli (3)                                                     |
| 24 listopada 1935 | CA Huracán – Argentinos Juniors 5:0 Dante Castagna s, Herminio Masantonio (2), Emilio Baldonedo (2)                                                                          |

### Kolejka 31
| Data           | Mecz |
| -------------- | --- |
| 1 grudnia 1935 | San Lorenzo de Almagro – Estudiantes La Plata 1:1 Ismael Arrese – Ismael Arrese s mecz rozegrany został na stadionie klubu Chacarita Juniors                                                              |
| 1 grudnia 1935 | Gimnasia y Esgrima La Plata – CA Huracán 2:1 Víctor Lemmi Nello, Eusebio Locatelli – Juan A. Rivarola |
| 1 grudnia 1935 | Argentinos Juniors – Club Atlético Lanús 2:3 Juan J. Guglielmetti k, Natalio Salvatori – Daniel Pícaro, Silvestre Pisa, Ángel Alfonso                                                                     |
| 1 grudnia 1935 | Atlanta Buenos Aires – Quilmes Athletic Buenos Aires 6:1 Pedro Numa (4), Oscar Irazoqui (2) – Juan A. Sofía mecz rozegrany został na stadionie klubu Huracán                                              |
| 1 grudnia 1935 | Independiente – Chacarita Juniors 5:1 Antonio Sastre, Arsenio Erico (3), Marcelino Funes – José García |
| 1 grudnia 1935 | Boca Juniors – CA Platense 6:1 Delfín Benítez Cáceres (2), Aníbal Tenorio, Francisco Varallo (2), Vicente Cusatti – Tomás Beristain k                                                                     |
| 1 grudnia 1935 | River Plate – Racing Club de Avellaneda 5:2 José M. Moreno (2), Carlos Peucelle (2), Bernabé Ferreyra – Horacio Tellechea, Demetrio Conidares mecz rozegrany został na stadionie klubu Ferro Carril Oeste |
| 1 grudnia 1935 | Talleres Remedios de Escalada – CA Tigre 5:1 Hugo Lamanna (3), Alfredo González, Eduardo Davico – Alberto Castillo                                                                                        |
| 1 grudnia 1935 | CA Vélez Sarsfield – Ferro Carril Oeste 7:0 Agustín Cosso (3), Pedro S. Valentini (2), Emilio Reuben, Iván Mayo                                                                                           |

### Kolejka 32
| Data           | Mecz |
| -------------- | --- |
| 8 grudnia 1935 | Ferro Carril Oeste – Atlanta Buenos Aires 3:0 Nicolás Infante (2), Rubén Albarracín                                                      |
| 8 grudnia 1935 | Chacarita Juniors – CA Vélez Sarsfield 1:2 Alfredo Gáspari – Emilio Reuben, Pedro S. Valentini                                           |
| 8 grudnia 1935 | Club Atlético Lanús – Racing Club de Avellaneda 0:1 Demetrio Conidares                                                                   |
| 8 grudnia 1935 | Independiente – Boca Juniors 2:2 Raimundo Orsi, Marcelino Funes – Roberto Cherro, Francisco Varallo                                      |
| 8 grudnia 1935 | Estudiantes La Plata – Argentinos Juniors 4:0 Eduardo Sande, Manuel Ferreira, Alejo Fuertes (2)                                          |
| 8 grudnia 1935 | CA Huracán – River Plate 1:2 Emilio Baldonedo – Bernabé Ferreyra (2)                                                                     |
| 8 grudnia 1935 | CA Platense – Gimnasia y Esgrima La Plata 8:2 Raúl Mezzadra (4), Tomás Beristain (3), Antonio Campilongo – Carlos Chiclana, Pedro Farías |
| 8 grudnia 1935 | CA Tigre – San Lorenzo de Almagro 2:3 mecz rozegrany został na stadionie klubu Argentinos Juniors                                        |
| 8 grudnia 1935 | Quilmes Athletic Buenos Aires – Talleres Remedios de Escalada 1:2 Ricardo Luz – Hugo Lamanna (2)                                         |

### Kolejka 33
| Data            | Mecz |
| --------------- | --- |
| 15 grudnia 1935 | San Lorenzo de Almagro – Chacarita Juniors 4:0 Gabriel Magán, Ricardo Alarcón (2), Genaro Canteli |
| 15 grudnia 1935 | Racing Club de Avellaneda – Quilmes Athletic Buenos Aires 3:0 Enrique Guerrero, Antonio Díaz s, Vicente Zito |
| 15 grudnia 1935 | River Plate – Club Atlético Lanús 4:2 Julio Castillo (2), Gregorio Samaniego, Bernabé Ferreyra – Daniel Pícaro, Silvestre Pisa mecz rozegrany został na stadionie klubu Ferro Carril Oeste |
| 17 grudnia 1935 | CA Vélez Sarsfield – CA Platense 4:2 Pedro S. Valentini, Emilio Reuben, Agustín Cosso (2) – Tomás Beristain, Raúl Mezzadra |
| 18 grudnia 1935 | Boca Juniors – CA Tigre 3:0(1:0) Sędzia: Macías. Bramki: 1:0 Roberto Cherro 35, 2:0 Francisco Varallo 47, 3:0 Delfín Benítez Cáceres 70 Club Atlético Boca Juniors: Yustrich – Domingos, Valussi, Vernieres, Lazatti, Suárez, Tenorio, Delfín Benítez Cáceres, Francisco Varallo, Roberto Cherro, Garibaldi. Club Atlético Tigre: Bermúdez – Luaces, Succo, Albarracín, Videla, Oubińas, E. Blanco, Ríos, Sarlanga, Juárez, Alberino. |
| 19 grudnia 1935 | Talleres Remedios de Escalada – Independiente 2:6 José Torrosi, Isaías Romano – Raúl Natino (4), Raimundo Orsi, Andrés Coll |
| 24 grudnia 1935 | Argentinos Juniors – Ferro Carril Oeste 6:4 José De Luca (3), Julio Rivero, Juan Belmonte, Francisco Balparda – José L. Dacunto, Bernardo Gandulla, Rubén Albarracín, Raúl Emeal |
| 29 grudnia 1935 | Atlanta Buenos Aires – CA Huracán 1:1 Oscar Irazoqui – Herminio Masantonio |
| 29 grudnia 1935 | Gimnasia y Esgrima La Plata – Estudiantes La Plata 2:1 ?, Isidoro Orleans – Manuel Ferreira |

### Kolejka 34
| Data            | Mecz |
| --------------- | --- |
| 21 grudnia 1935 | CA Tigre – CA Vélez Sarsfield 2:5 Jaime Sarlanga y Eibar Ríos – Ángel Fernández, Oscar De Dovitis, Alfredo Etulain (3) mecz rozegrany został na stadionie klubu Chacarita Juniors |
| 22 grudnia 1935 | Independiente – San Lorenzo de Almagro 3:1 Andrés Coll, Raúl Natino, ? – Rubén Cavadini                                                                                           |
| 22 grudnia 1935 | Ferro Carril Oeste – River Plate 0:0 |
| 22 grudnia 1935 | CA Huracán – Racing Club de Avellaneda 2:1 Francisco Viacaba, Herminio Masantonio – Evaristo Barrera                                                                              |
| 22 grudnia 1935 | CA Platense – Argentinos Juniors 0:0 |
| 22 grudnia 1935 | Club Atlético Lanús – Quilmes Athletic Buenos Aires 9:0 Ángel Alfonso (3), Daniel Pícaro (3), Ismael Martínez, Silvestre Pisa (2)                                                 |
| 22 grudnia 1935 | Estudiantes La Plata – Atlanta Buenos Aires 2:2 Daniel Sabio, Alejo Fuertes – Oscar Irazoqui, Roberto Martino                                                                     |
| 22 grudnia 1935 | Chacarita Juniors – Gimnasia y Esgrima La Plata 5:0 José García, Ricardo Barraza (2, 1k), Antonio Ruiz Díaz (2)                                                                   |
| 22 grudnia 1935 | Boca Juniors – Talleres Remedios de Escalada 4:1 Delfín Benítez Cáceres, Vicente Cusatti (2), Roberto Cherro – Francisco Angeletti                                                |

### Końcowa tabela sezonu 1935
| Poz | Klub                          | Mecze | Zw | Rem | Por | Pkt | BrZd | BrStr |
| --- | ----------------------------- | ----- | -- | --- | --- | --- | ---- | ----- |
| 1   | Boca Juniors                  | 34    | 27 | 4   | 3   | 58  | 98   | 31    |
| 2   | Independiente                 | 34    | 24 | 7   | 3   | 55  | 101  | 38    |
| 3   | San Lorenzo de Almagro        | 34    | 23 | 3   | 8   | 49  | 92   | 45    |
| 4   | CA Vélez Sarsfield            | 34    | 19 | 8   | 7   | 46  | 77   | 46    |
| 5   | River Plate                   | 34    | 19 | 6   | 9   | 44  | 71   | 47    |
| 6   | CA Huracán                    | 34    | 16 | 7   | 11  | 39  | 59   | 38    |
| 7   | Estudiantes La Plata          | 34    | 14 | 9   | 11  | 37  | 78   | 52    |
| 8   | Ferro Carril Oeste            | 34    | 15 | 6   | 13  | 36  | 60   | 66    |
| 9   | Racing Club de Avellaneda     | 34    | 13 | 5   | 16  | 31  | 55   | 58    |
| 10  | Talleres Remedios de Escalada | 34    | 11 | 8   | 15  | 30  | 60   | 70    |
| 11  | Club Atlético Lanús           | 34    | 13 | 4   | 17  | 30  | 56   | 79    |
| 12  | CA Platense                   | 34    | 11 | 7   | 16  | 29  | 49   | 61    |
| 13  | Gimnasia y Esgrima La Plata   | 34    | 12 | 5   | 17  | 29  | 52   | 75    |
| 14  | Chacarita Juniors             | 34    | 10 | 6   | 18  | 26  | 49   | 57    |
| 15  | Atlanta Buenos Aires          | 34    | 9  | 7   | 18  | 25  | 48   | 89    |
| 16  | Argentinos Juniors            | 34    | 7  | 6   | 21  | 20  | 42   | 89    |
| 17  | Quilmes Athletic Buenos Aires | 34    | 5  | 6   | 23  | 16  | 23   | 82    |
| 18  | CA Tigre                      | 34    | 3  | 6   | 25  | 12  | 38   | 85    |

### Klasyfikacja strzelców bramek 1935
| Gole | Piłkarz                | Klub               |
| ---- | ---------------------- | ------------------ |
| 33   | Agustín Cosso          | CA Vélez Sarsfield |
| 25   | Bernabé Ferreyra       | River Plate        |
| 24   | Delfín Benítez Cáceres | Boca Juniors       |
| 23   | Francisco Varallo      | Boca Juniors       |
| 22   | Arsenio Erico          | Independiente      |
| 22   | Luis Mata              | Independiente      |